# Convento Carmelita del Desierto de las Palmas

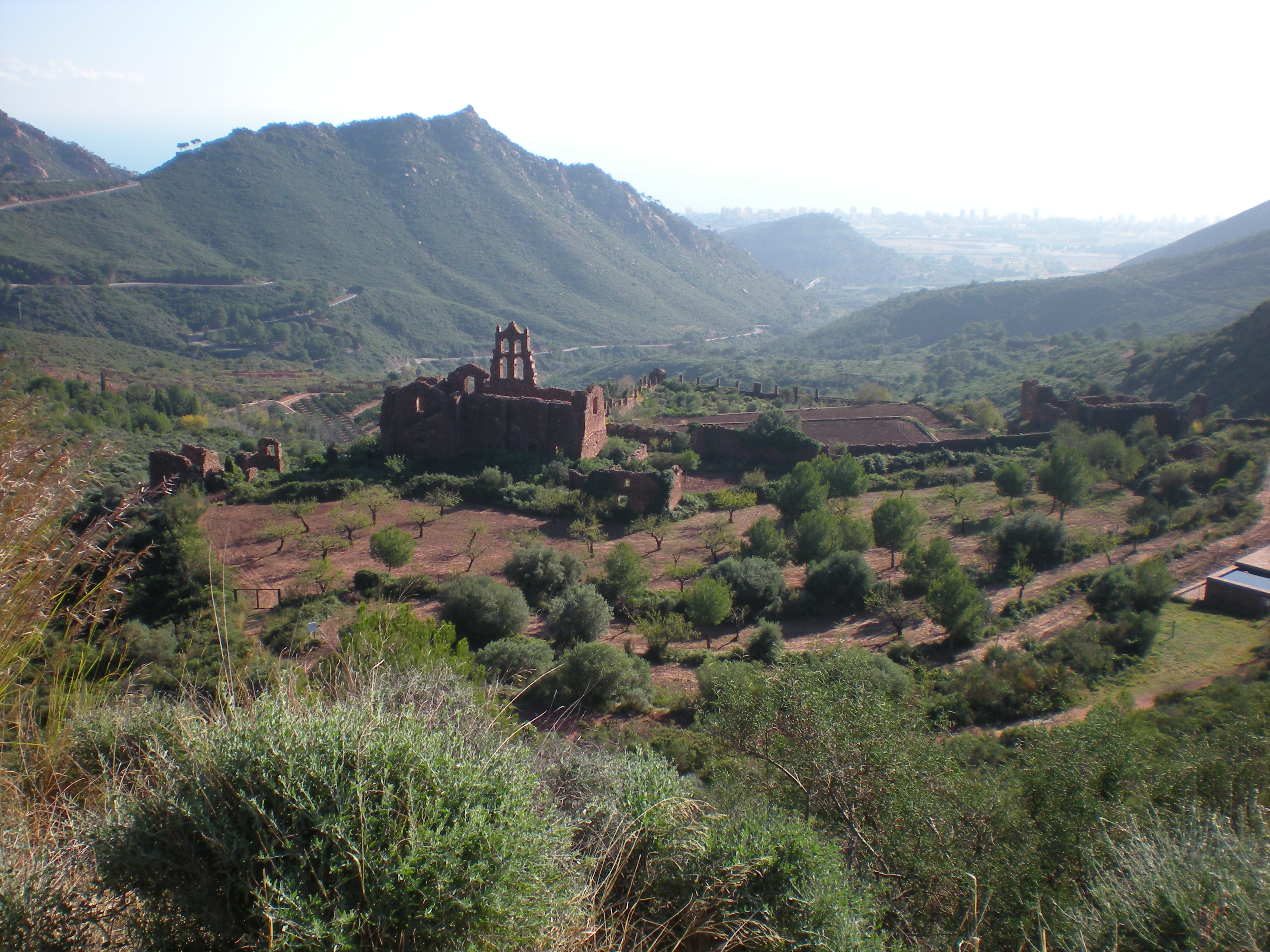
Antiguo convento carmelita del Desierto de las Palmas.

El Convento Carmelita o Monasterio de los Padres Carmelitas del Desierto de las Palmas está situado en el término municipal de Benicasim (Provincia de Castellón, España). La elección de este lugar privilegiado de las estribaciones del macizo del Maestrazgo, integrante del Sistema Ibérico, como lugar de asentamiento de uno de los “Desiertos” de la Orden de los Carmelitas Descalzos o Carmelo Teresiano, ha dado lugar a uno de los más bellos e interesantes, además de único, conjunto histórico de carácter religioso de la Comunidad Valenciana.
Los Desiertos eran lugares deshabitados e idóneos para los carmelitas, que pretendían volver al carisma original de la Orden, la vida cenobítica acompañada de un espíritu eremítico renovado por la Contrarreforma.

## Evolución histórica
El origen de la Orden se remonta a los ermitaños establecidos en el monte Carmelo de Jerusalén en el siglo XII. Según la tradición, este monte estaba santificado por San Elías y San Elíseo.
La fórmula de vida fue dada entre 1206 y 1214 por San Alberto, patriarca de Jerusalem, en una regla de tradición eremítica donde resaltaba la soledad, el silencio, el ayuno, la abstinencia de carne, y la vida retirada y contemplativa aunque no exenta de trabajo.
Tras conseguir del papa Inocencio IV la confirmación de la Orden, los monjes emigran a Europa donde comienza una proliferación de centros carmelitas. En España entran los carmelitas a Aragón desde Francia. El rey Don Jaime otorgó Carta de Protección a la Orden.
En los siglos XIV y XV, la Orden del Carmen seguirá las vicisitudes de las otras Órdenes, entre el florecimiento de los estudios y el decaimiento del espíritu religioso y el esfuerzo de renovación llevado a cabo por los santos y los movimientos de observancia.
En España estos movimientos vendrán dirigidos por santa Teresa y san Juan de la Cruz. Se promulga la máxima soledad individual, la oración, la lectura y la espiritualidad. Se produjo como consecuencia una división en el seno de la Orden, obteniendo éstos la separación jurídica en el Capítulo General de Cremona en 1593. Un siglo después, los carmelitas descalzos llegaron a Benicasim con el propósito de crear un Desierto para la vida contemplativa. La elección del lugar se debió a la división en 1625 de la provincia de Aragón-Valencia por una parte y la de Cataluña por otra, quedando la primera sin Desierto.
Tras el fracaso de la búsqueda de ubicación en Aragón, se intentó en Valencia, hasta que el sacerdote de Cabanes le dijo al procurador del convento de Valencia, Fray Juan de la Virgen, que “hay un lugar que no puede ser más a propósito” para el asentamiento de la Orden.
Finalmente, se compró en 1691 la Masía de Gavarrell, celebrándose el 2 de febrero de 1694 el acta de posesión, adquiriéndose el resto por 23 000 libras.  La nueva fundación tuvo que enfrentarse tanto a la oposición dentro de la propia Orden, como a la del Barón de Benicasim o la de los franciscanos de Castellón.
Los carmelitas de Aragón deseaban la ubicación en sus territorios debido a su mayoría numérica y el Barón pugnaba por sus derechos feudales sobre el territorio. Pero el enfrentamiento más fuerte lo encontramos en la pugna entre franciscanos y carmelitas por imponer sus derechos frente a la otra Orden. Esta disputa se cerrará el 23 de diciembre de 1693 con la licencia del rey favorable a la creación del Convento.
La Masía de Gavarrell fue el primer intento de creación de un convento en el Desierto, pero debido a la insalubridad del terreno se decidió construir el nuevo convento en el Bancal de la Colada. En 1698 se comenzaron las obras, siendo el tracista Fray Bernardo de San José, y parte de la construcción del edificio la dirigió Pedro Vilallare, maestro de obras.
El edificio estará finalizado y establecidas las prácticas eremíticas hacia 1709, si bien la iglesia no será acabada hasta 1733. De este periodo son las primeras ermitas como la del Nacimiento, del Carmen, San José, Desamparados, San Juan Bautista, San Juan de la Cruz, San Elías, etc., llegándose a construir por obras piadosas hasta un total de trece.
La vida en el convento se irá desarrollando durante casi un siglo, con algunas vicisitudes como las sufridas con motivo de la Guerra de Sucesión, hacia 1710, cuando partidas de “micaletes” hostigaron a los monjes llegando a encerrarles por un asunto de ocultación de armas.
Entre 1724 y 1730 se construye la muralla que ha de cerrar el recinto conventual. Para esta época ya se han construido los principales edificios carmelitas. Se trata de un convento que combina la vida cenobítica con edificaciones que permitan la oración y la contemplación individual, un monasterio-desierto para la provincia de Aragón-Valencia.
El fin de siglo significará un nuevo cambio en la comunidad. En 1783 se producirán una serie de lluvias torrenciales desde septiembre a diciembre que producirán la apertura de simas en la tierra y grietas en los muros del convento, justo entre dos barrancos y en una tierra mal asentada. Las ermitas y el convento sufren grandes pérdidas, instalándose los monjes en una hospedería. Después de pedir consejo, se derribará el panteón y los edificios de poniente para aprovechar los materiales con que se construirá el nuevo convento.
Para el emplazamiento de las nuevas edificaciones se elige el bancal de la Portería, comenzándose las obras en 1784. El encargado de dirigir las obras será Fray Joaquín del Niño Jesús. Este obtuvo el título de maestro de obras en Zaragoza, y el de arquitecto para todos los edificios que se ofrezcan en las casas y conventos de su Orden lo recibió de la Real Academia de San Carlos de Valencia el 1 de febrero de 1789. El proyecto del Desierto fue aprobado por dicha Academia el 16 de enero de 1785. En 1791 se iniciaba la construcción de la iglesia y en 1793 la vida eremítica. En el año 1796 la iglesia ya se había terminado y en 1802 se trasladaron los cadáveres del viejo al nuevo monasterio. En 1811 llega a la provincia el general Suchet, produciéndose los primeros abusos. Después se llevó a cabo el inventario de bienes del convento de acuerdo al “Embargo de bienes nacionales”. Avisado el prior de que iba a producirse este hecho, escondió parte de los bienes, consiguiendo además que le nombraran custodio de los bienes inventariados.
En 1813 un intento de venta del Desierto por parte de las autoridades fue frustrado por un informe desfavorable del alcalde de Benicasim. De esta forma, el convento mantuvo buena parte de sus bienes durante la invasión napoleónica. Poco tiempo después, en 1835, se produce la Real Orden de Exclaustración Eclesiástica decretada por el Gobierno. El pueblo de Benicasim, agradecido por la ayuda recibida por los monjes en la reciente epidemia de cólera, pidió la supresión para el convento de dicha Orden. En las siguientes décadas se produce una reducción en la comunidad religiosa, llegando en 1873 al prior y a tres o cuatro padres.

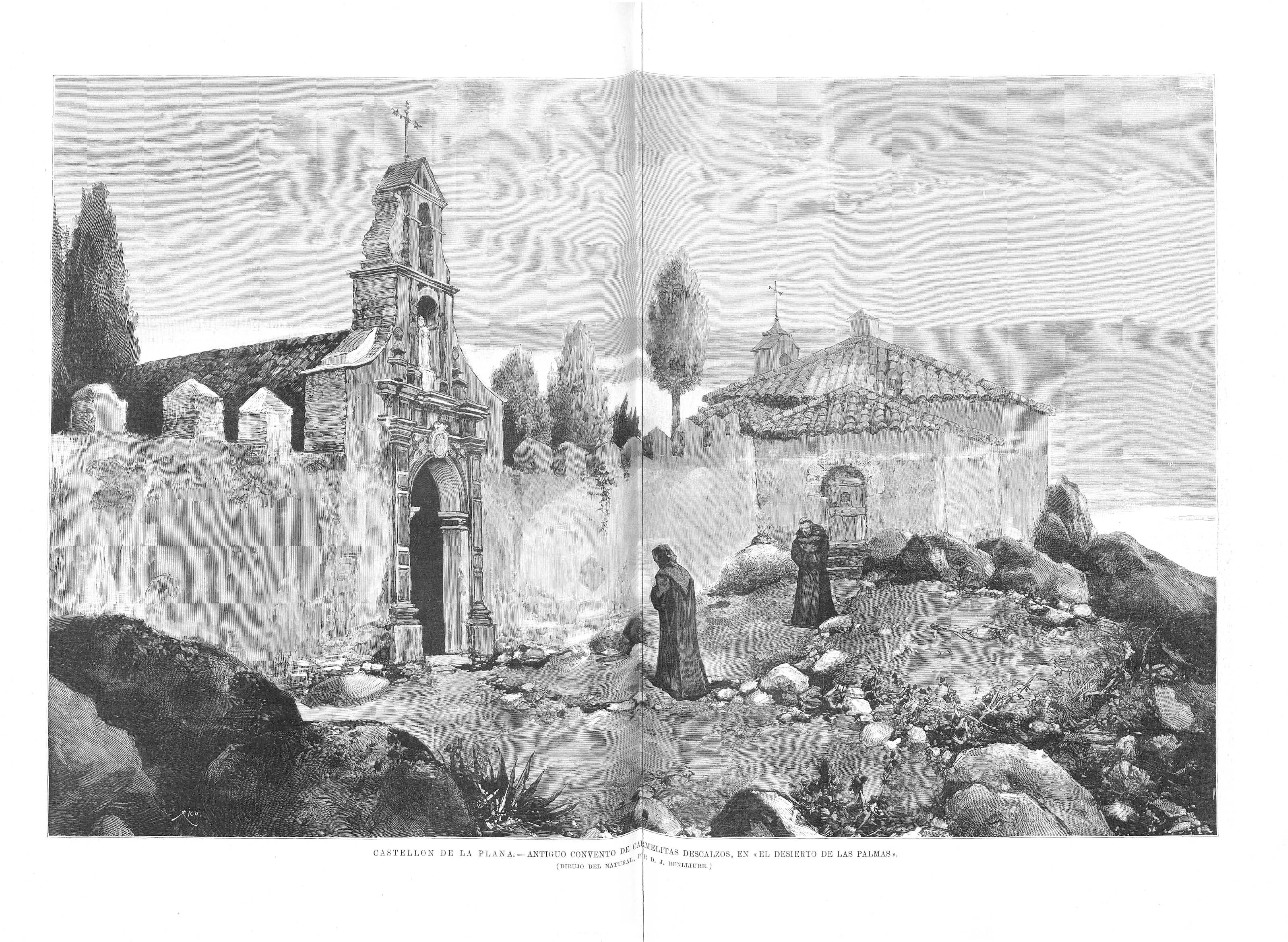
Vista del convento en la segunda mitad del (La Ilustración Española y Americana, 1879)

Con la llegada de la Restauración de la Orden la situación de no–exclaustración de la comunidad sitúa al monasterio en una situación destacada en toda España. En 1880 se declara al Desierto noviciado, con el consiguiente aumento de la comunidad.
A fin de superar la penuria económica, los monjes comienzan a recolectar las hierbas aromáticas del Desierto para la destilación del licor carmelitano (Carmelita). Después de ubicar la planta de elaboración en los sótanos del convento, se construirá un edificio cercano y, posteriormente, la fábrica de Benicasim, que data de 1913.
Los últimos acontecimientos que han influenciado en el devenir de la comunidad monástica han sido la guerra civil de 1936, en la que fueron asesinados 16 monjes pertenecientes a la comunidad, y en 1971, cuando se creó un centro de espiritualidad de gran repercusión entre los fieles cristianos. También la construcción de la carretera, primero desde Castellón, con acceso junto a la ermita de la Magdalena en la nacional 340 y, posteriormente, completada con el acceso desde Benicasim, determina la presencia masiva de turistas atraídos por la belleza del lugar y las impresionantes vistas de la Plana de Castellón.

## Tipologías arquitectónicas
Condicionadas a la vida eremítica se dieron una serie de construcciones adaptadas a las necesidades y a los consejos de la regla carmelita: austeridad, severidad, escasa ornamentación y búsqueda de la espiritualidad.
La vida del monasterio carmelita estaba estructurada sobre la base de la comunidad, pero con la salvedad de que en determinadas épocas y durante periodos relativamente largos se retiraban a las edificaciones que ellos mismos levantaban para entregarse de lleno a la contemplación.
Ya San Alberto, patriarca de Jerusalén entre 1206 y 1214, en su “Regla primitiva de la Orden de la Bienaventurada Virgen del Monte Carmelo” (aprobada por Inocencio IV en la Bula denominada “Quae honorem Conditoris” de 1 de octubre de 1247), sienta las bases de lo que será la vida carmelita hasta la posterior reforma de Santa Teresa y San Juan de La Cruz, tratando aspectos relativos a la arquitectura, disposición de celdas, las capillas, etc.
El papel de Santa Teresa también va a ser determinante en la arquitectura carmelitana. Su influencia se refleja en un aumento en la austeridad en las edificaciones, tal y como argumenta en obras como “Camino de perfección” (1583) y el “Libro de las Fundaciones” (1610). De este modo se origina un estilo arquitectónico “teresiano”. Atendiendo tanto a criterios formales como funcionales, se distinguen nueve tipologías arquitectónicas distribuidas, de forma irregular, a lo largo de la carretera que atraviesa la propiedad:

### Antros (grutas, cavernas o cuevas)

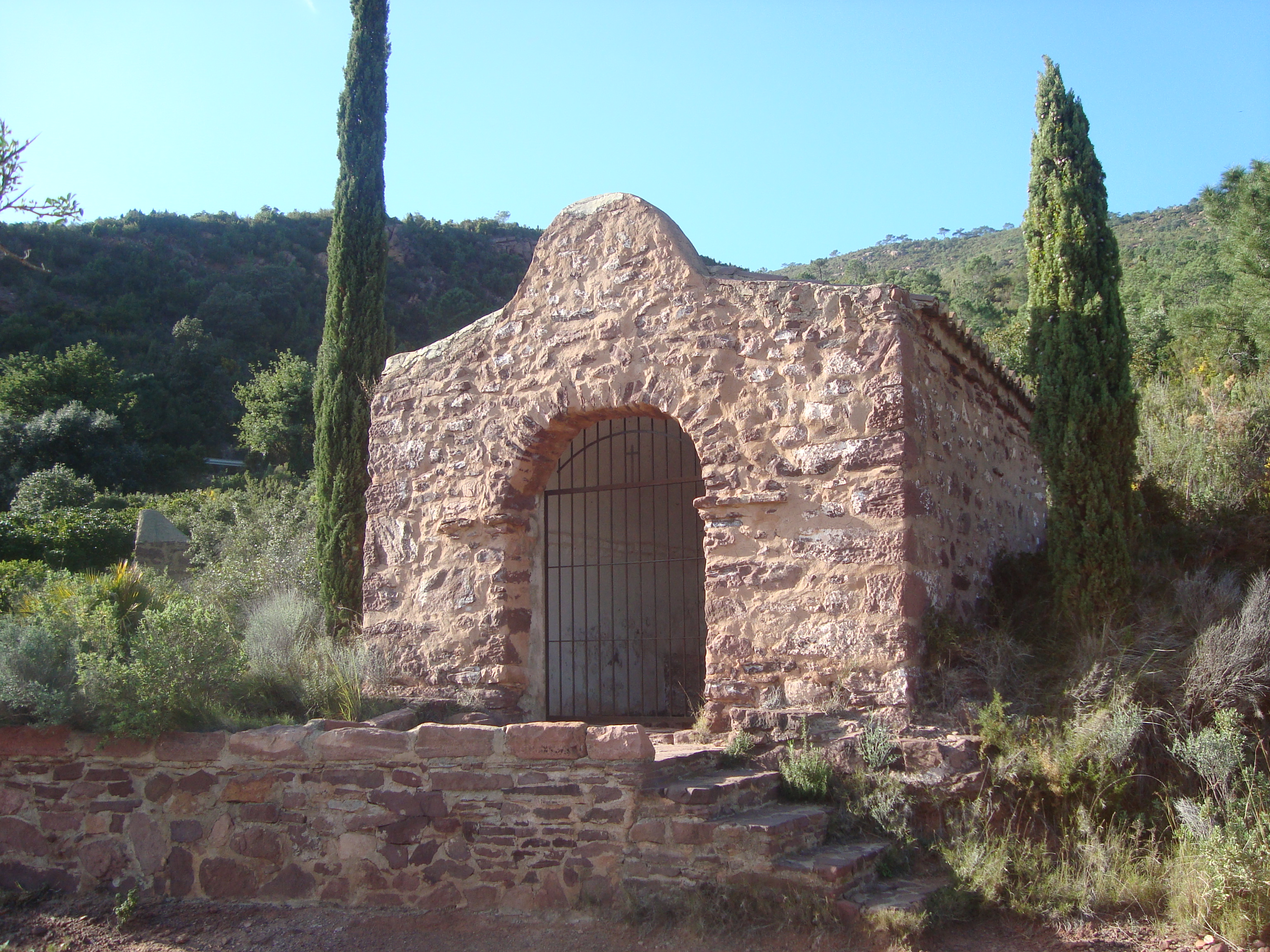
Antro del Calvario Viejo, Desierto de las Palmas (Benicàssim)

Pequeñas construcciones singulares que podrían ser el símbolo de los orígenes de la vida eremítica en el Desierto. Tienen su origen en las primitivas cuevas que buscaban los ermitaños para su retiro espiritual. Servirían de residencia al hermano carmelita durante largas temporadas. Cada ermita solía tener uno de esos antros a escasos cien metros de distancia. Existen dieciocho.
Sus características son: planta rectangular, de aproximadamente cuatro por cinco metros, gruesas y robustas paredes que sustentan una pequeña bóveda de cañón cubierta exteriormente por una cubierta a dos aguas de teja moruna. La puerta era de madera sin ventanas y en la fachada poseían un remate piramidal o curvilíneo donde se situaba la cruz de hierro.
En el interior solían tener un zócalo saliente a modo de altar en el fondo, donde se depositaba la imagen del santo titular, y una especie de banco corrido a ambos lados del antro. La única decoración consistía en unas plazas de azulejos con inscripciones en verso relativas a la vida del santo y a veces unos frescos en la cabecera.

### Eremitas
Son capillas donde se realizaban los actos litúrgicos y ejercicios espirituales en las largas temporadas en que los hermanos se retiraban en soledad para entregarse de pleno a la meditación y al rezo. 
Son diez ermitas enumeradas posteriormente.
Parece que el padre prior visitaba las ermitas una vez por semana y recíprocamente los ermitaños debían ir al convento en domingos y fiestas para asistir al capítulo de culpas.
Son unas construcciones cuadrangulares entre siete y ocho metros de lado, levantadas en sitios estratégicos de retiro y con vistas que inspirasen al hermano carmelita a la meditación y la contemplación.
Dos tabiques se cruzaban en su interior dejando en su intersección una perforación para colocar la lámpara o quinqué (que debía estar ardiendo toda la noche), conformando una compartimentación regular de cuatro habitaciones iguales destinadas a locutorio (para recibir visitas del prior), oratorio (para el rezo), estudio-dormitorio (para la lectura, estudio y descanso del hermano) y cocina (para las comidas).
La fachada en hastial piramidal con una pequeña espadaña que albergaba la campana. Disponen una puerta desplazada a la derecha respecto al eje de simetría y una ventana a la izquierda. Como remate una diminuta obertura vertical como ventilación. Solían tener también paneles o lienzos que se colocan en la fachada como imágenes de devoción y que eran el único elemento decorativo exterior. Los muros laterales no poseían apenas ventanas (a lo sumo una o dos).
La cubierta era de dos, tres y cuatro vertientes recubiertas de teja árabe.
Los materiales estaban en sintonía con la austeridad monástica del Carmelo, utilizando elementos autóctonos como rodeno y caliza unidos mediante mortero de cal.

### Pilares devocionales
Se trata de pilares de sección casi cuadrangular con remate piramidal. Poseen un nicho central con una imagen original, hoy en día desaparecida prácticamente en todos. Hay nueve.
Tenían la misión de despertar la devoción del monje durante sus paseos por el bosque en busca de la meditación y la oración. Están situados en puntos estratégicos, como curvas del camino, explanadas, fuentes y manantiales.

### Estaciones

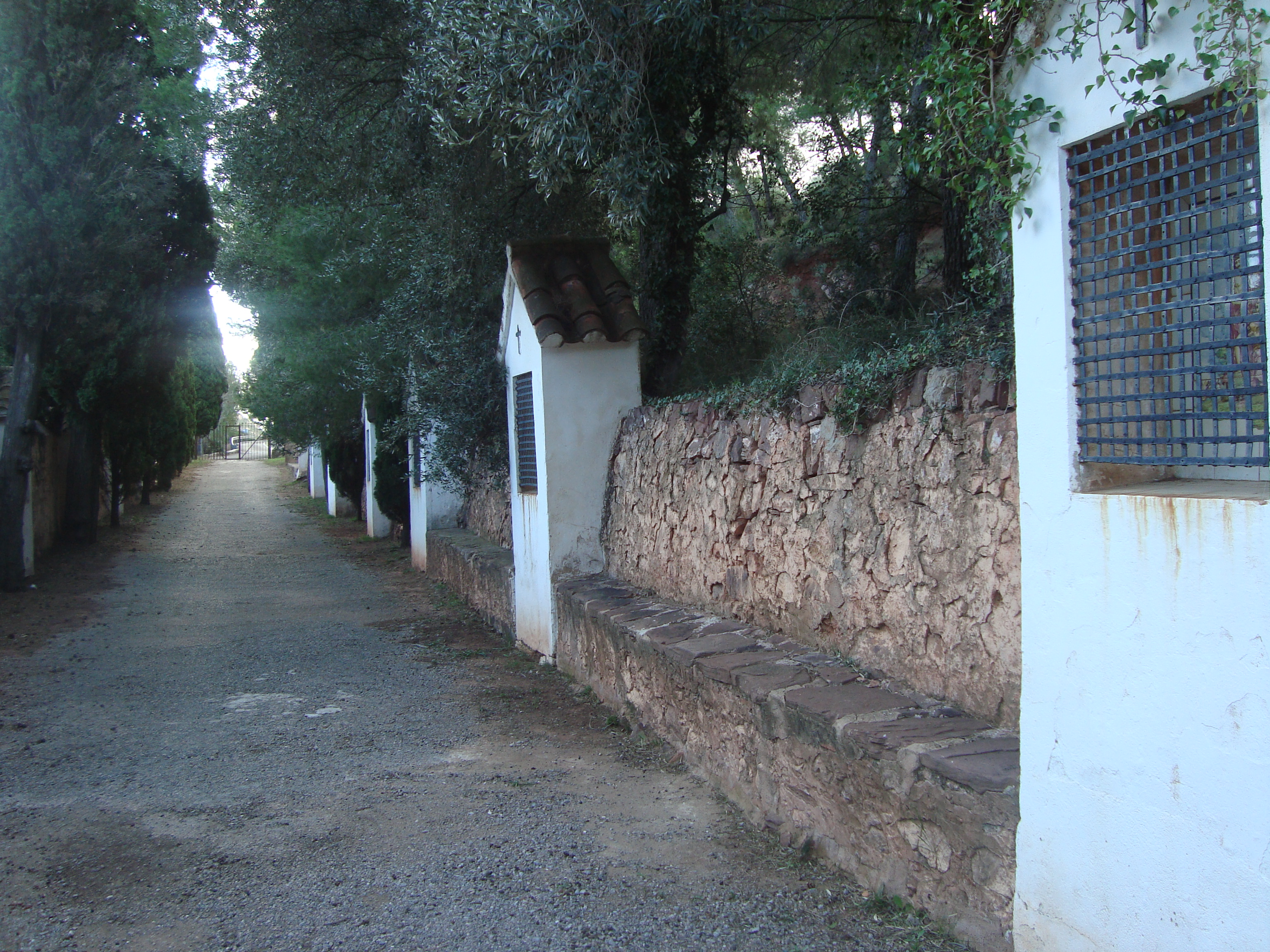
Calvario del Convento Nuevo del Desierto de las Palmas (Benicàssim)

Son muy semejantes a los pilares devocionales, variando únicamente su función. Estas estaciones estaban constituidas en tres grandes bloques:
- Vía Crucis – Calvarios (hay 4).

Las Estaciones del Ermitaño de Cristo. Siete placas cerámicas, originalmente dispuestas en el muro del acceso principal al Antiguo Convento y un gran panel cerámico que se encontraba en una pequeña capilla de este mismo acceso.
- Dolores de María (hay 1).

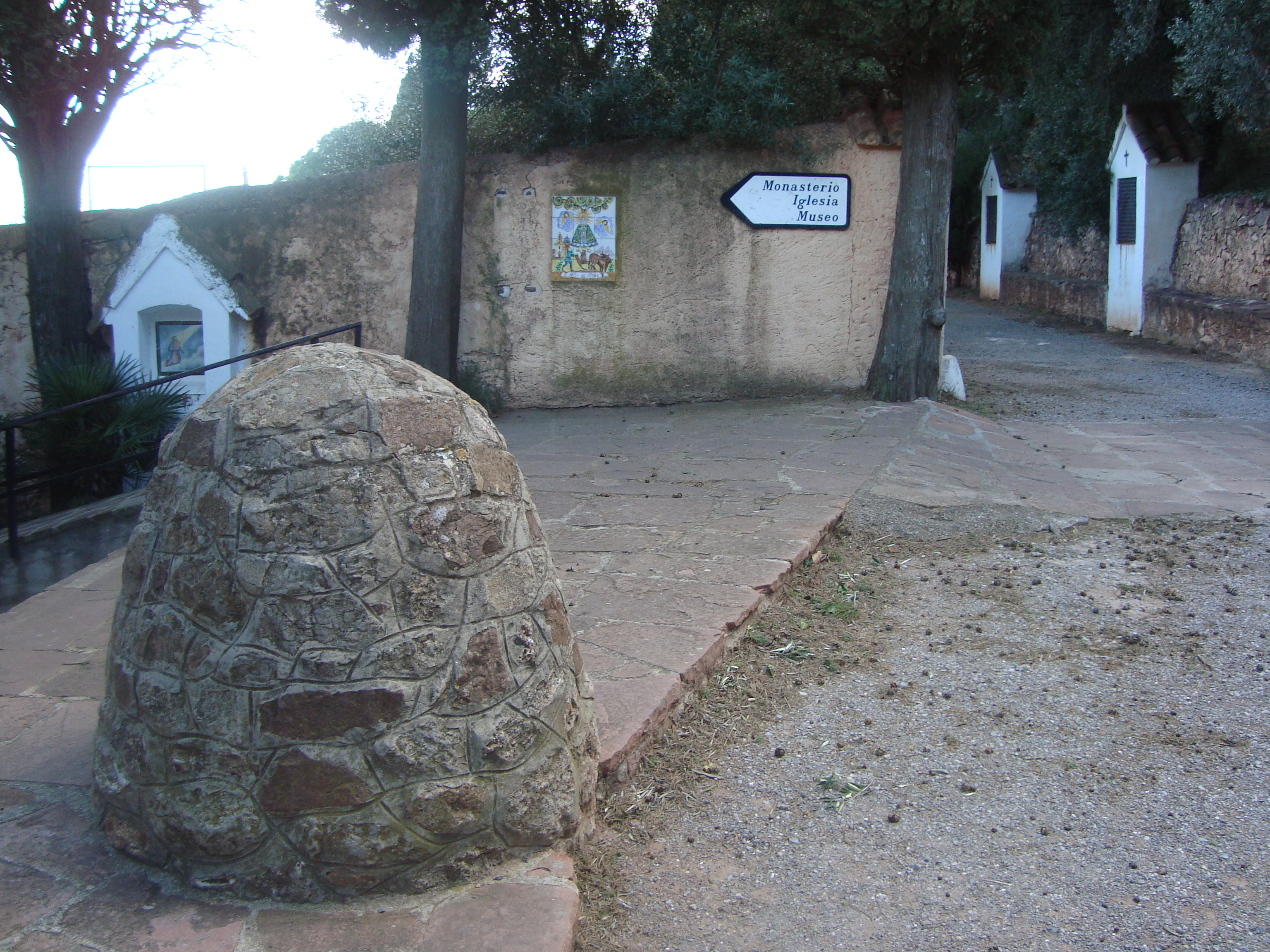
Calvario del Convento Carmelita del Desierto de las Palmas (Benicàssim)

- Calvario del Convento Carmelita del Desierto de las Palmas (Benicàssim)Dolores y gozos de San José (hay 2).

### Tipologías agropecuarias
Coinciden todos ellos en tener una caseta de reducidas dimensiones para el pastor, zonas cubiertas perimetrales y una al aire libre central, a modo de patio, y la utilización de materiales autóctonos pero sin revestimiento. Hoy en día hay cuatro corrales, aunque se sabe que hubo otro hacia el plano de Miravet.
También se incluyen en esta tipología los dos huertos propios de cada convento y una casa guarda-aperos y un pesebre.

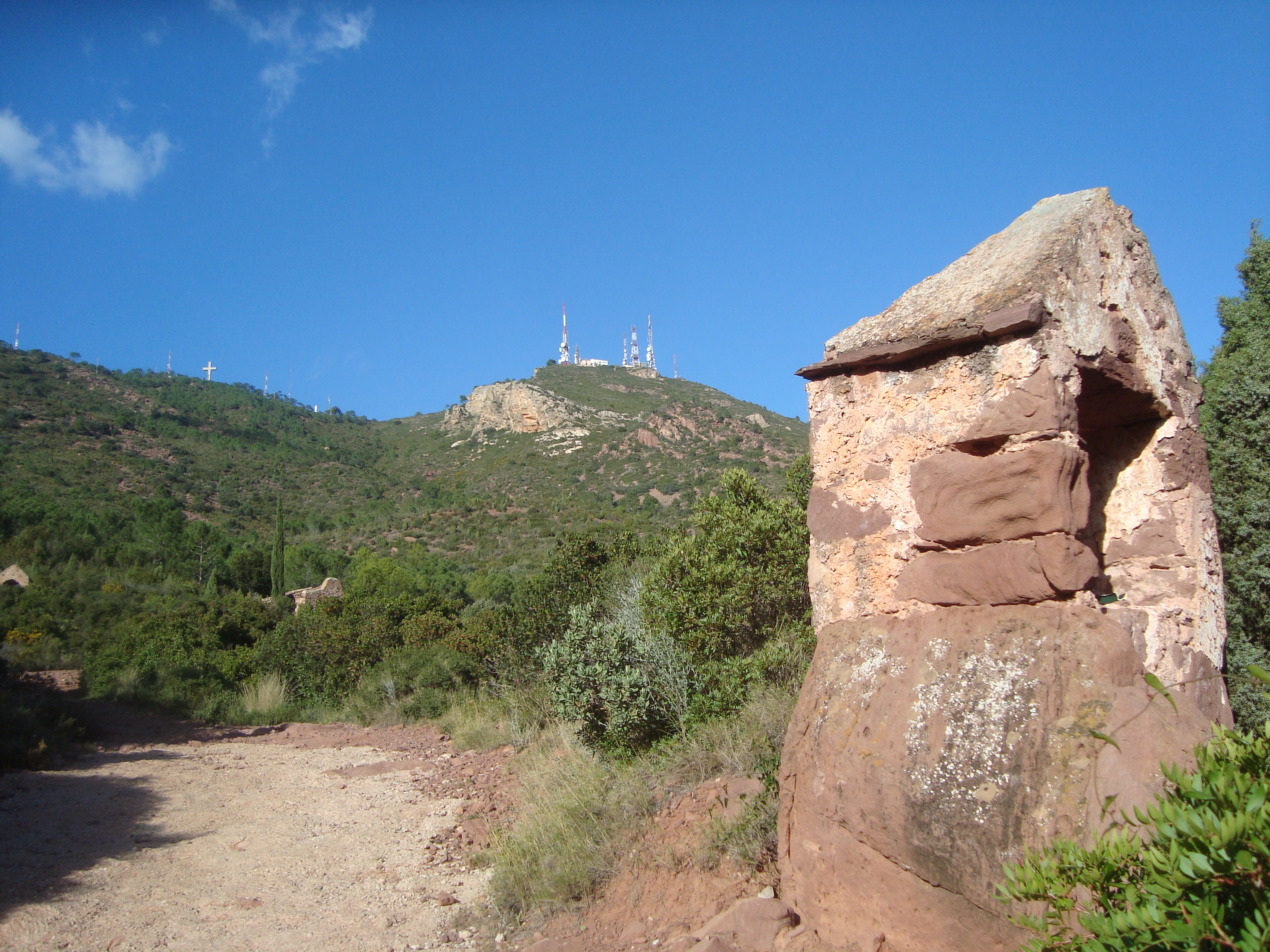
Calvario viejo del Desierto Carmelitano de las Palmas (Benicàssim)

### Conventos
Existen dos conventos, el viejo, y el segundo, el cual hace actualmente las funciones de monasterio.

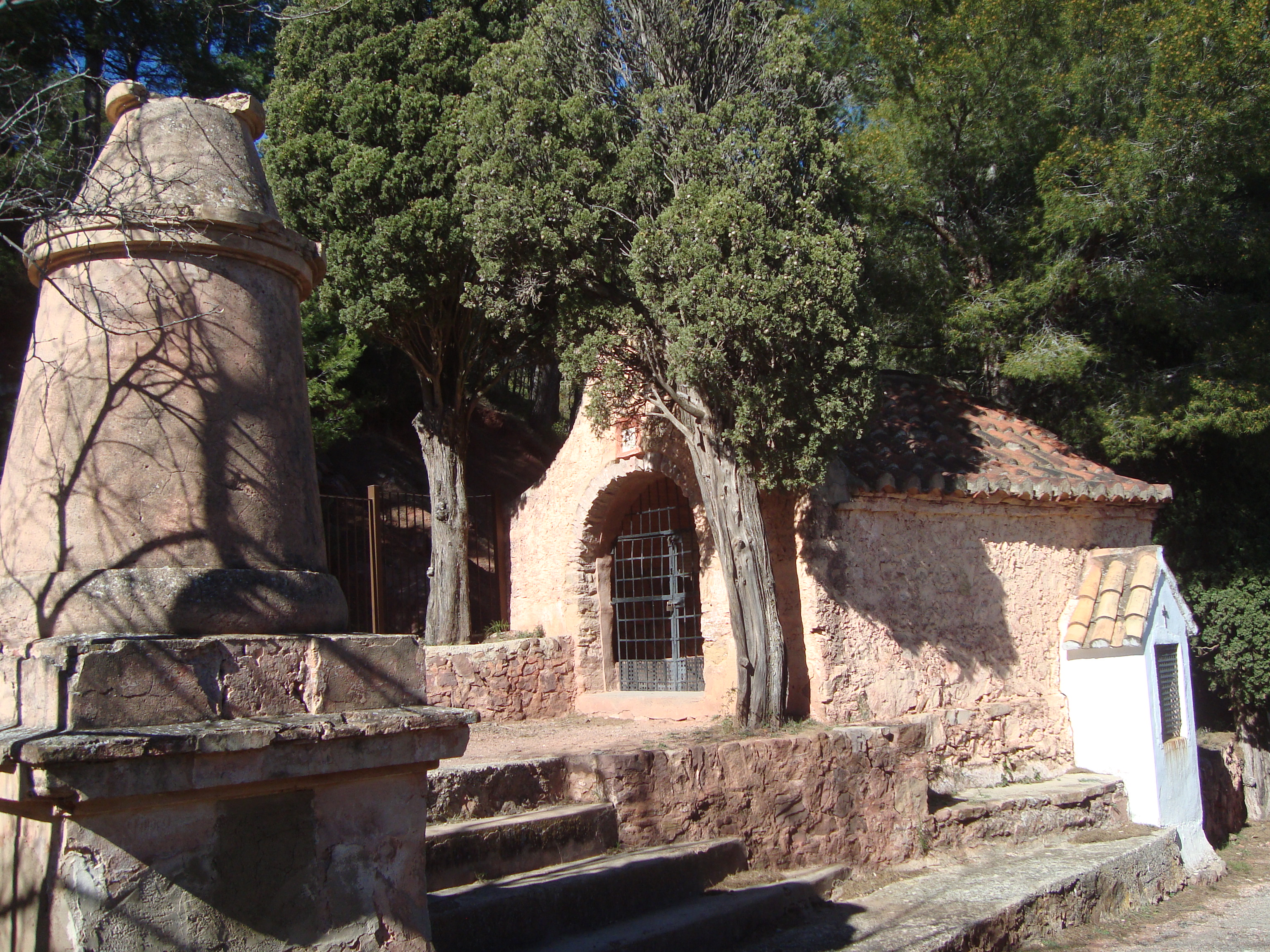
Antro de Santa Eufrosina la mujer monje, Monasterio Carmelita del Desierto de las Palmas

El monasterio viejo se encuentra en estado ruinoso, con apenas un muro en pie. Prácticamente fue todo derribado y aprovechados sus materiales para la construcción del nuevo convento.
El nuevo se construyó en el bancal de la Portería, en una explanada a medio camino entre el monasterio viejo y la Portería Alta. El conjunto consta de un cuadrilátero de 53 x 41 m conformado por el monasterio y la iglesia, siendo su estructura muy similar a la del convento antiguo. Posee tres alturas y un sótano. Las cuatro alas cierran el edificio rodeando la iglesia que se ubica en medio del claustro. Este comunica con las alas mediante el alargamiento de sus cuatro brazos dividiendo el claustro en cuatro.
Es un edificio sencillo y austero en el que los materiales empleados son muro de mampostería con piedra de rodeno y mortero de cal, madera, ladrillo, yeso y teja.

### Muralla
El área tenía lienzos de muralla en las zonas de más fácil acceso, dejando las partes más altas y escarpadas sin protección. Más que una función defensiva o protectora, cumplía una función más intimatoria y de separación de la zona enclaustrada. Los límites iban desde la Portería Alta en dirección al Castillo de Montornés y torcía hacia el norte para ir a buscar la Portería Baja, también llamada Portería del Mar, y a continuación se dirigía hacia el plano de Miravet para perderse la pista por su parte oeste en dirección a la cumbre del Bartolo.
Quedan escasos metros en pie correspondientes a la zona de la Portería Alta, el lienzo de la muralla está almenado. Posee una altura cercana a los 3,75 metros y un grosor de 0,70 metros. Presenta pequeñas ventanillas para observar el exterior, pero no se manifiestan restos del pasillo de las almenas, lo que nos dice que su función sería más de cerramiento que de protección guerrera.